# Chevrolet Colorado
Chevrolet Colorado и его собрат GMC Canyon — среднеразмерные пикапы, выпускаемые Chevrolet и GMC соответственно с 2004 года и заменившие компактные пикапы Chevrolet S-10 и GMC Sonoma.

## Первое поколение
Isuzu, которые принимали участие в формировании дизайна пикапа, начали выпуск своего автомобиля, названного «i-Series», в конце 2005 года. Chevrolet Colorado разрабатывался совместно североамериканским и бразильским подразделением GM и японским Isuzu, он был основан на платформе GMT 355 от Hummer H3. Производился на фабриках в Шривпорте, Луизиана и Районге, Таиланд.

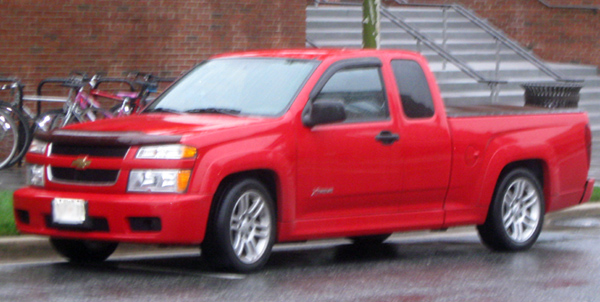
Chevrolet Colorado Xtreme с удлинённой 2-дверной кабиной

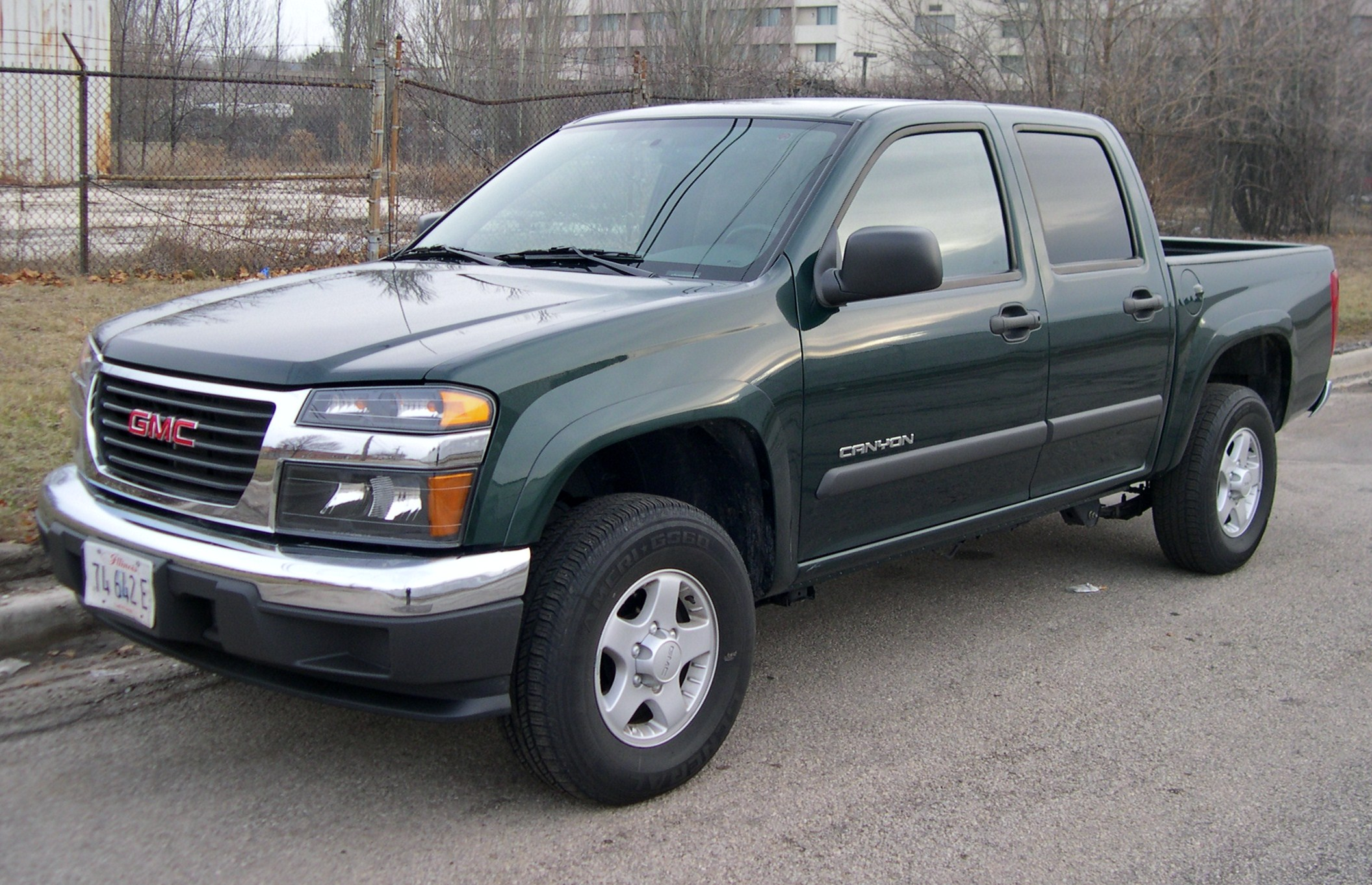
GMC Canyon с удлинённой 4-дверной кабиной

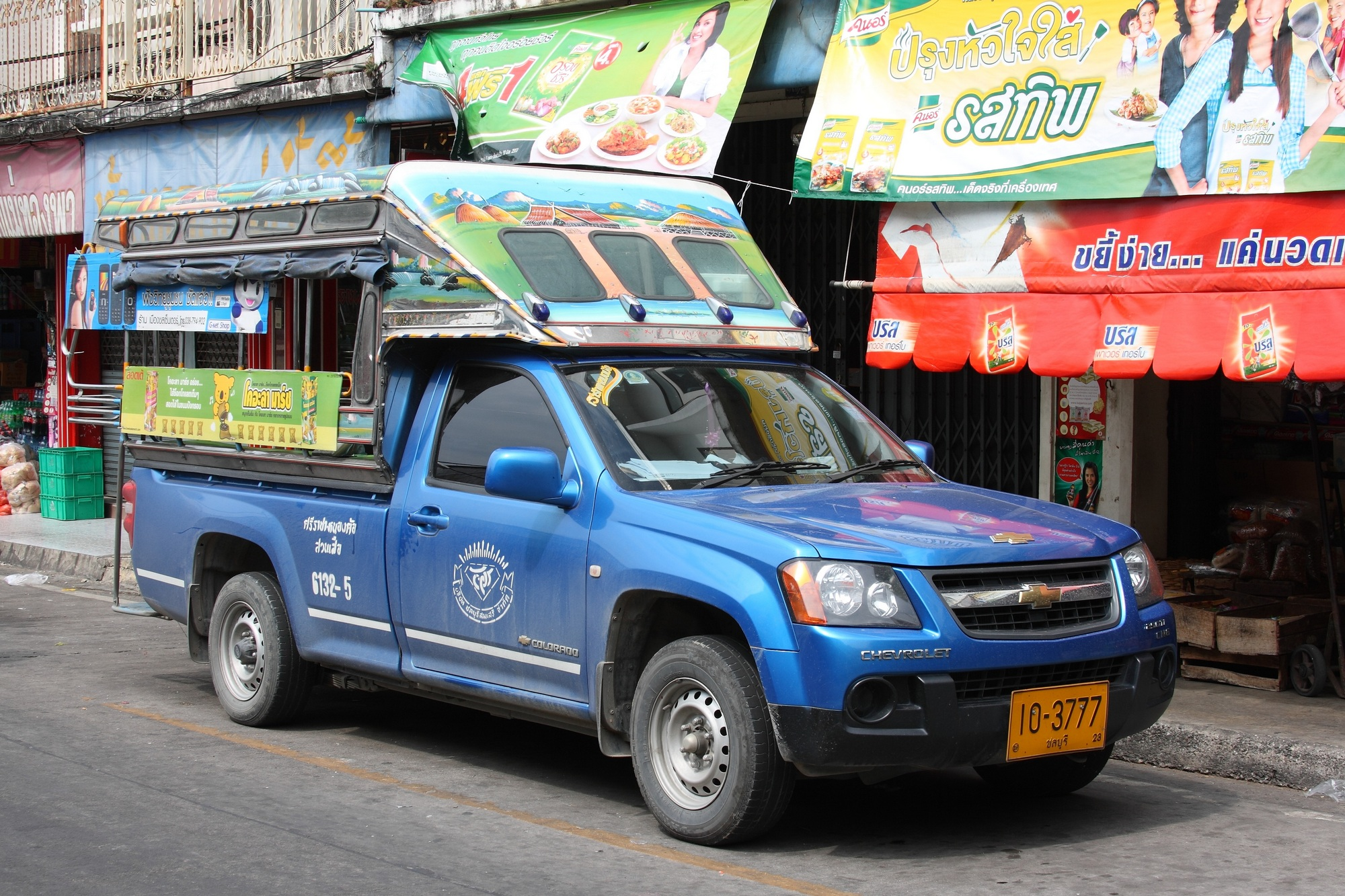
Chevrolet Colorado в Таиланде (после рестайлинга)

Colorado / Canyon имели автоматическую или механическую трансмиссии, а также задний, либо полный привод и 3 вида кабины: обычная 2-дверная, удлинённая 2-дверная и удлинённая 4-дверная. Автомобили в стандартной комплектации оборудовались 2,8-литровой рядной четвёркой, но имели доступ к дополнительному пакету Z71 с 3,8-литровым двигателем, на который ставили 4-скоростной автомат. Позже этот пакет исчез и был заменён комплектациями LT2 и LT3.
Версия ZQ8 имела более низкую «спортивную» подвеску, более приспособленную к асфальту, со стандартными 17-дюймовыми колёсами, бампером и решёткой радиатора в цвет кузова. Эта версия имела подверсию Xtreme с изменёнными передним и задним бампером, боковыми юбками, решёткой радиатора, головными огнями и с 18-дюймовыми колёсами. Она являлась преемником такой же версии у Chevrolet S-10.
В 2007 году Colorado претерпел фейслифтинг и получил новые двигатели — 2,9-литровый агрегат и 3,7-литровую рядную пятёрку, новые цвета окраски — глубокий рубинный (красный Сонома для Canyon), темповый синий (спортивный синий для Canyon) и величественный синий (полуночный синий для Canyon), а также новые колёсные диски и колёса. У комплектаций LT и LTZ были также незначительные изменения в решётке радиатора и интерьере; комплектация LS изменилась ещё меньше и стала похожа на фейслифтинговый TrailBlazer 2005—2006 годов. Кроме того, появились шильдики Colorado и Canyon на передних дверях, в корпоративном стиле GM. В 2009 году автомобиль снова изменился и получил ещё 1 дополнительный двигатель — 5,3-литровый V8. В 2010 году шильдики на боковых дверях были убраны.
Colorado / Canyon было продано 163 204 штук в 2005 году в США, что превосходило продажи их конкурента — Ford Ranger — почти на 35 %, а также они ненамного отставали от нового соперника Toyota Tacoma — на 3,3 %. Однако в 2006 году пикапы Ford стали более популярными и продажи Ranger стали больше на 27,5 %, а от Tacoma Colorado и Canyon отставали уже на почти 34 %. Один из Canyon 2005 года использовался кандидатом в сенат Скоттом Брауном и из-за TV-рекламы стал широко известен в США.
Несмотря на то, что для комплектации LT была доступна только удлинённая кабина, только автомобиль с такой комплектацией имел 6 посадочных мест, в отличие от других комплектаций пикапов GM.
Chevrolet Colorado для рынка Таиланда был незначительно обновлён в конце 2007 года. Автомобиль получил новый дизайн передней части, отличный от американской версии. С 2008 года модель начала экспортироваться в Австралию под именем Holden Colorado.

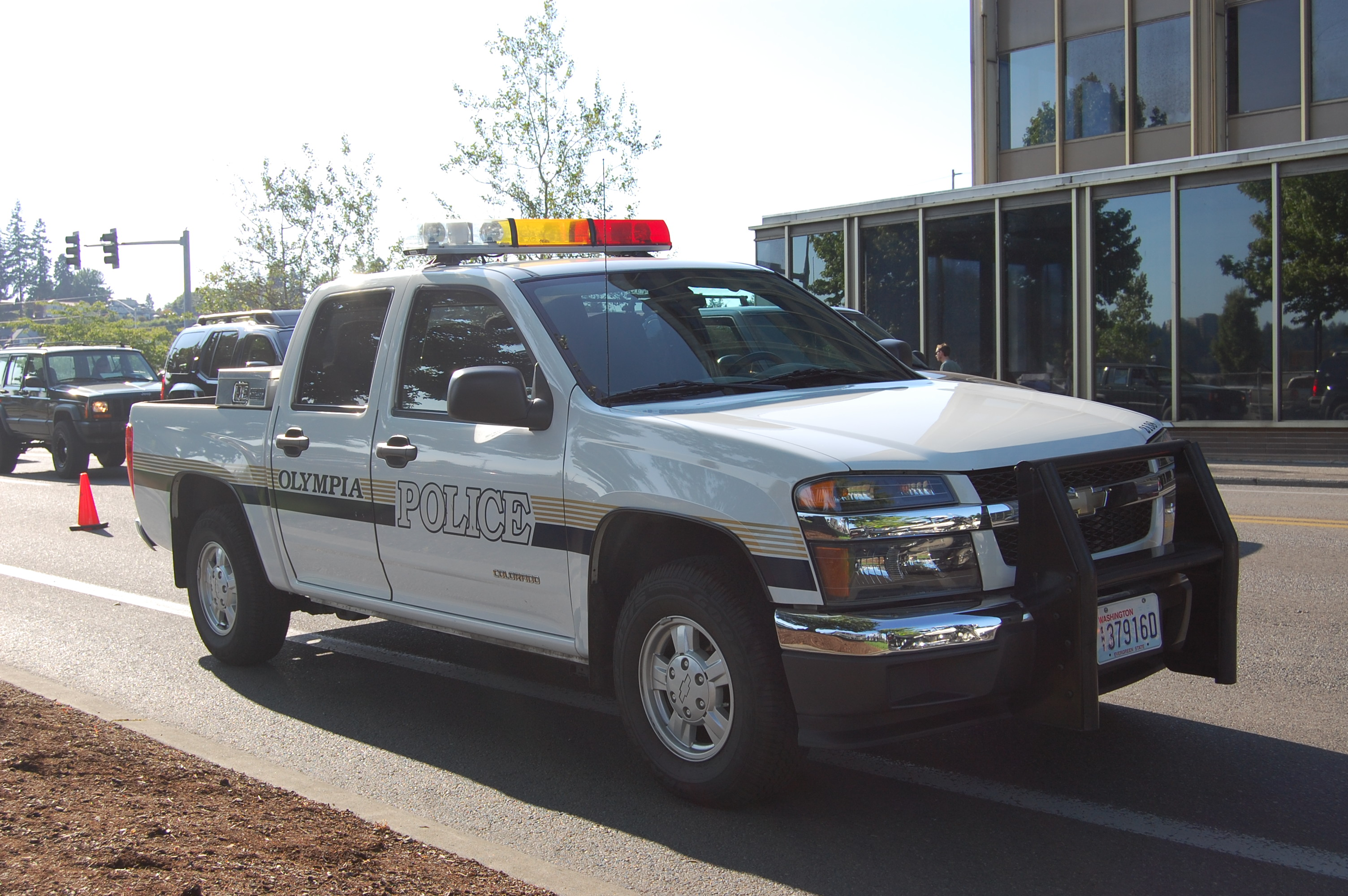
Chevrolet Colorado, используемый полицией в Олимпии, штат Вашингтон

### Безопасность
Colorado (с удлинённой 2-дверной кабиной) проходил тест безопасности IIHS (Insurance Institute for Highway Safety) и получил оценку при столкновении спереди «хорошо», в то время как такой же пикап с удлинённой 4-дверной кабиной получил оценку «приемлемо». Боковой удар автомобиль выдержал на «плохо», так как не имел боковых шторок безопасности. Они появились лишь в 2010 году, но боковые туловищные подушки безопасности так и не появились. Colorado с удлинённой 4-дверной кабиной получил оценку 3, остальные — 5.

## Второе поколение
Второе поколение Chevrolet Colorado было представлено в 2011 году на Бангкокском автосалоне, но первые фотографии появились в сети незадолго до его появления. Позже он был ещё раз показан на Франкфуртском автосалоне в 2011 году вместе с новым поколением Chevrolet Malibu. Версия для США была показана в Лос-Анджелесе в 2013 году, она отличается иным дизайном кузова и другой панелью приборов. Автомобиль первым получил дизельный двигатель среди среднеразмерных американских пикапов. GMC Canyon был показан в Детройте в 2014 году.
В 2014 году Colorado будет последней моделью второго поколения. В этом же году на заводе в штате Миссури началось производство американской версии пикапа. От азиатских машин такой Chevrolet Colorado отличается внешним видом, дизайном интерьера и моторами: он оснащается бензиновой «четверкой» 2.5 или двигателем V6 объёмом 3,6 литра.
На базе Colorado второго поколения построен TrailBlazer второго поколения.

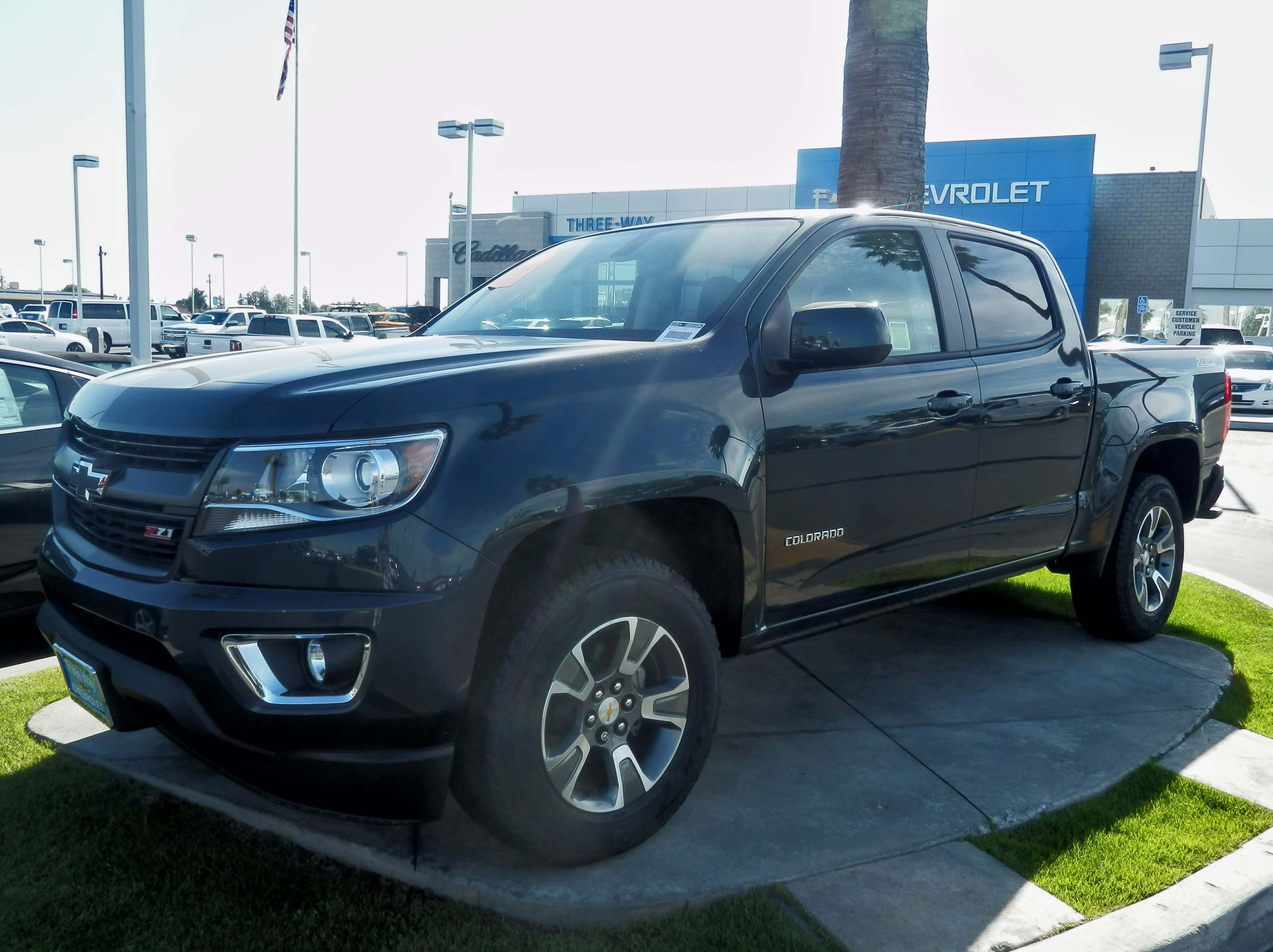
Chevrolet Colorado (США)
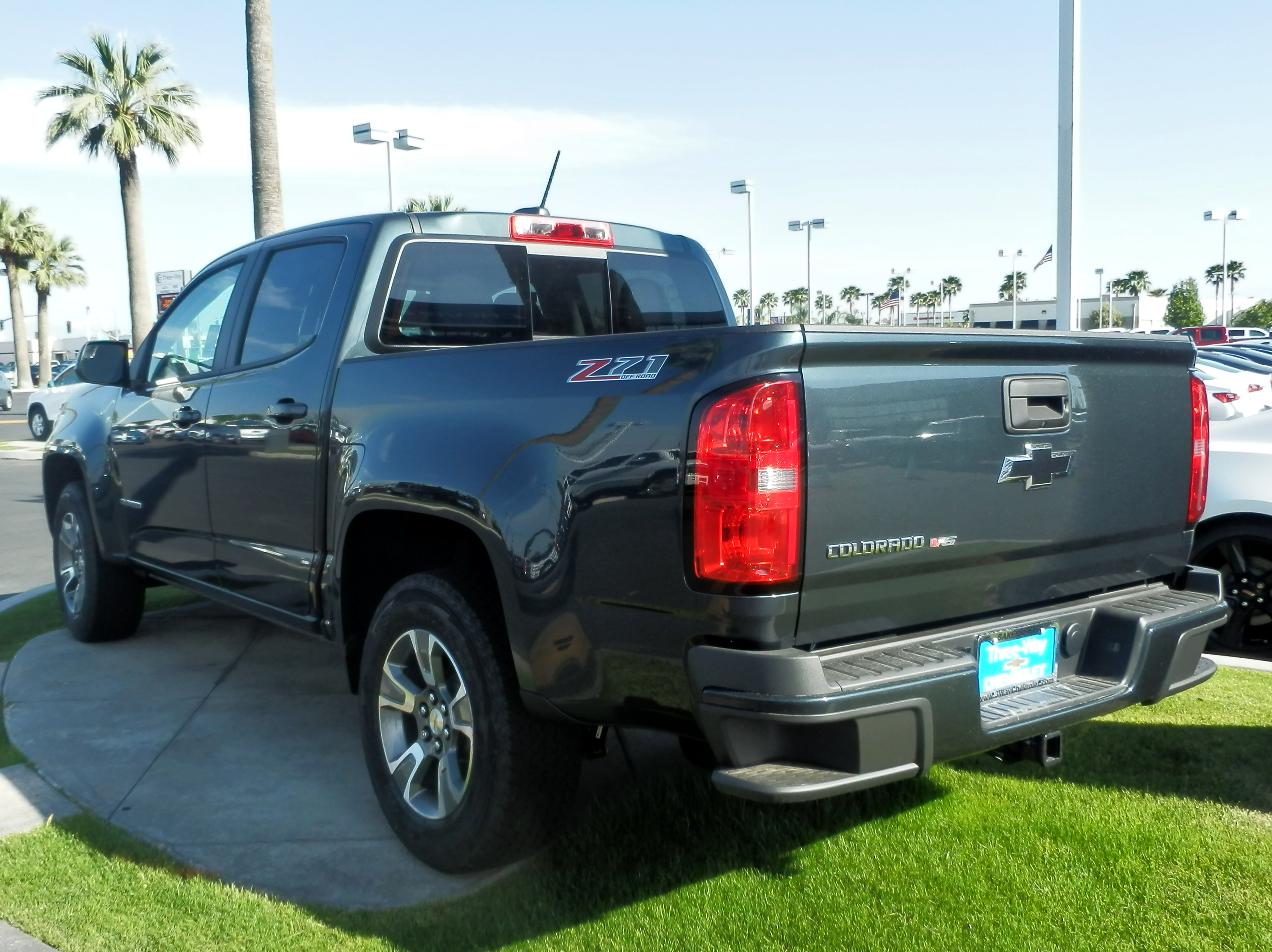
Chevrolet Colorado (США)
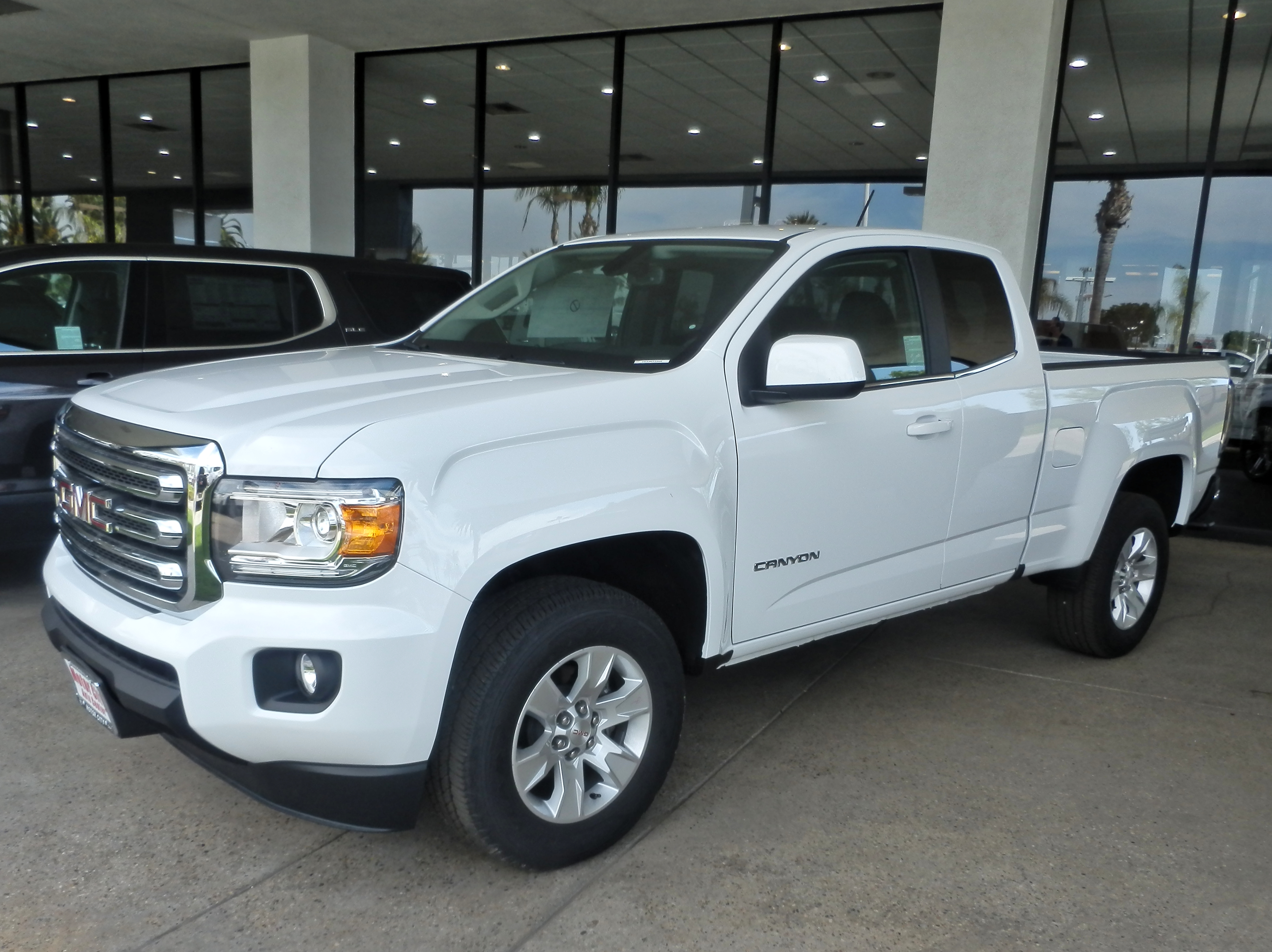
GMC Canyon

### Рестайлинг
Рестайлинговые Chevrolet Colorado и TrailBlazer были показаны в виде прототипов в 2016 году в Бангкоке. Спецверсия Colorado Xtreme, отличается изменённой передней частью, обновлённым интерьером, а также внедорожными аксессуарами.

### Безопасность
Родственный автомобиль прошёл тест Euro NCAP в 2012 году:
| Euro NCAP                                                     | Euro NCAP | Euro NCAP | Euro NCAP             |
| ------------------------------------------------------------- | --------- | --------- | --------------------- |
| · общий рейтинг                                               |           |           |                       |
| 83%                                                           | 67%       | 51%       | 71%                   |
| взрослый пассажир                                             | ребёнок   | пешеход   | активная безопасность |
| Протестированная модель: Isuzu D-Max Crew Cab 2,5; RHD (2012) |           |           |                       |

## Третье поколение
Третье поколение Colorado и Canyon дебютировало в июле 2022 года в качестве модельного ряда 2023 года. Новая модель доступна только с кабиной Quad Cab и односпальной кроватью.
Он имеет тот же двигатель L3B, что и полноразмерный Silverado.
Несмотря на то, что он относится к среднему размеру, по некоторым параметрам он несколько больше полноразмерного Silverado, поскольку построен на том же шасси и раме, а также имеет тот же двигатель L3B.

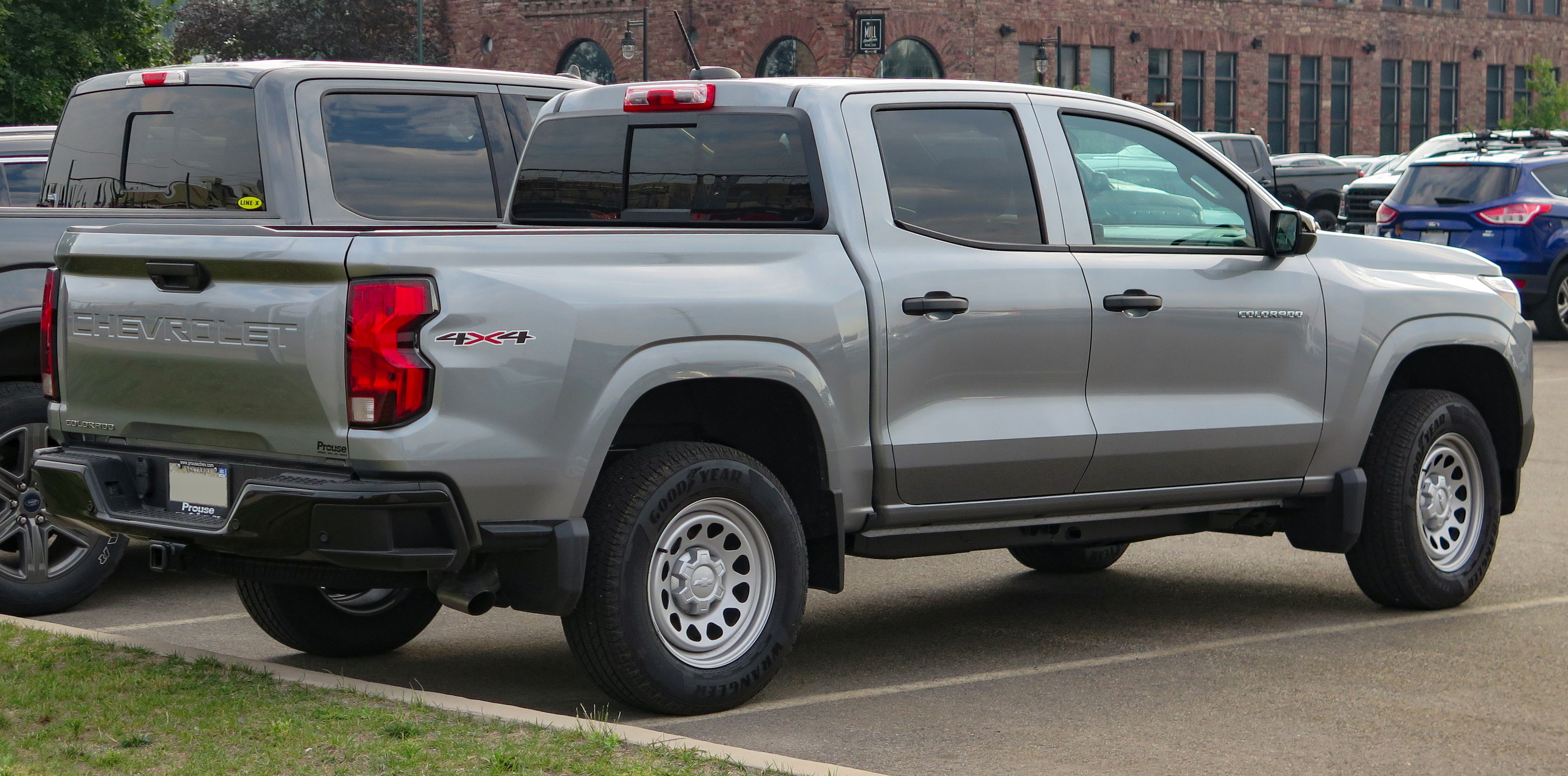
Вид сзади (Colorado)
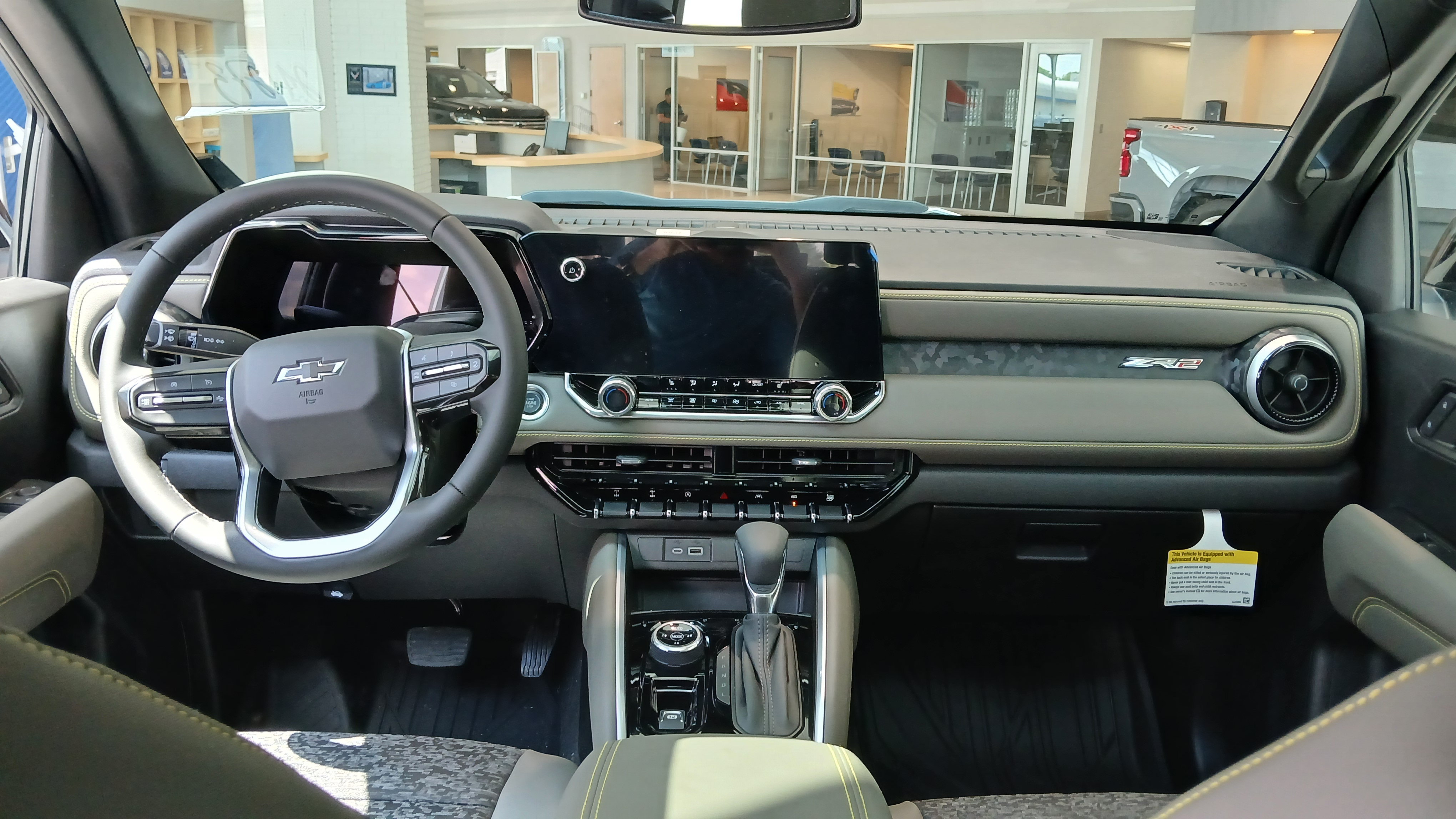
Интерьер (Colorado)
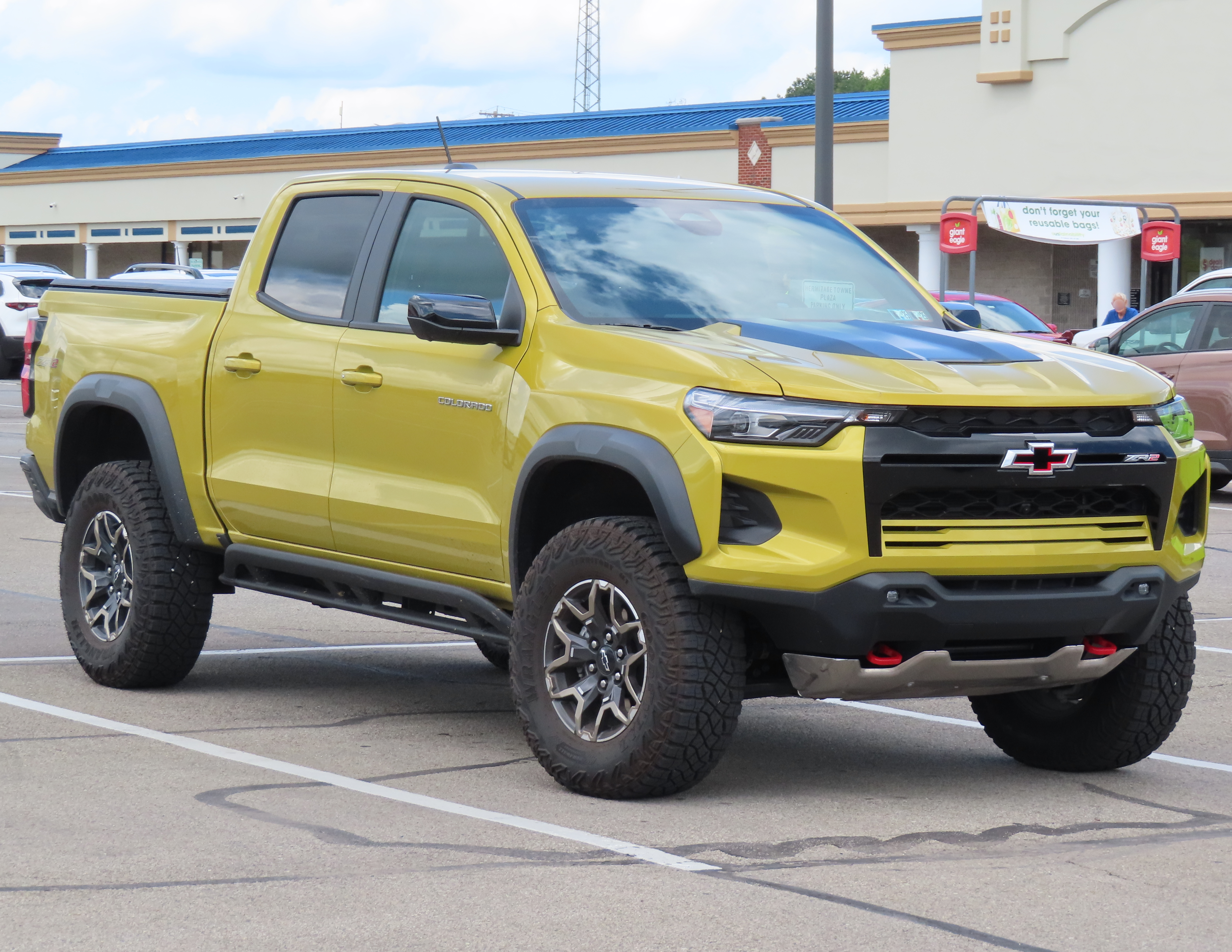
2024 Colorado ZR2
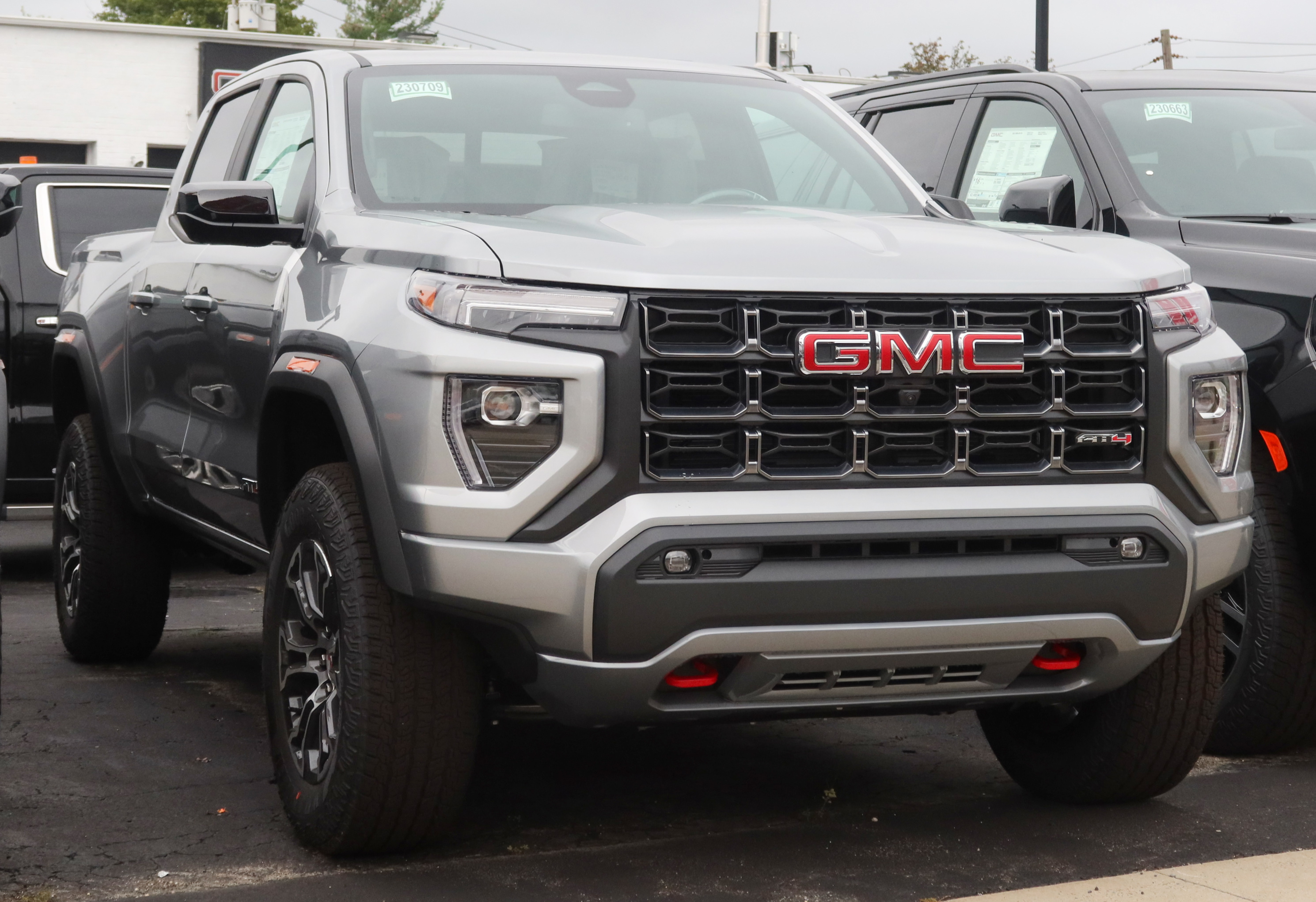
2023 GMC Canyon AT4
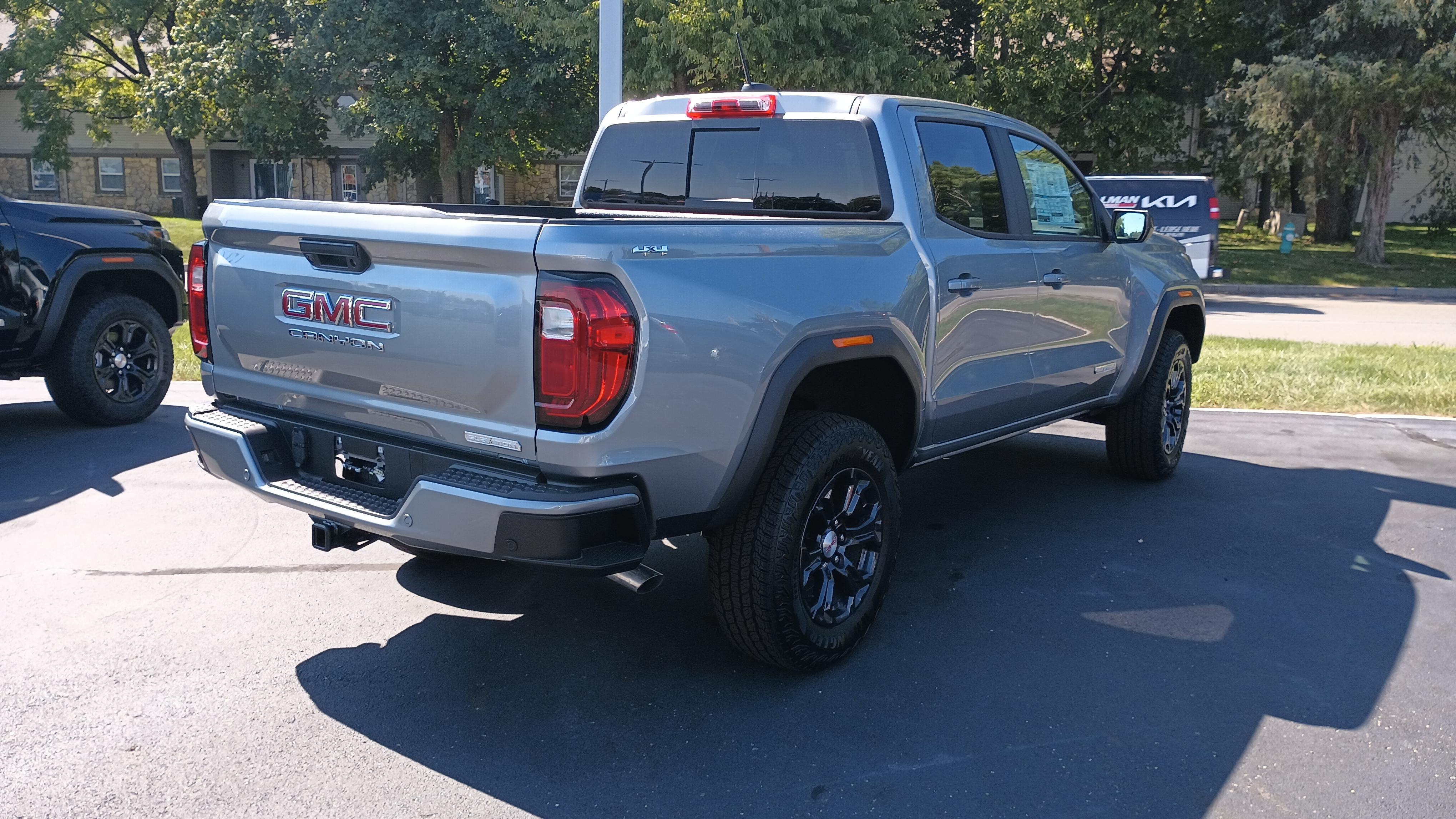
Вид сзади (Canyon)
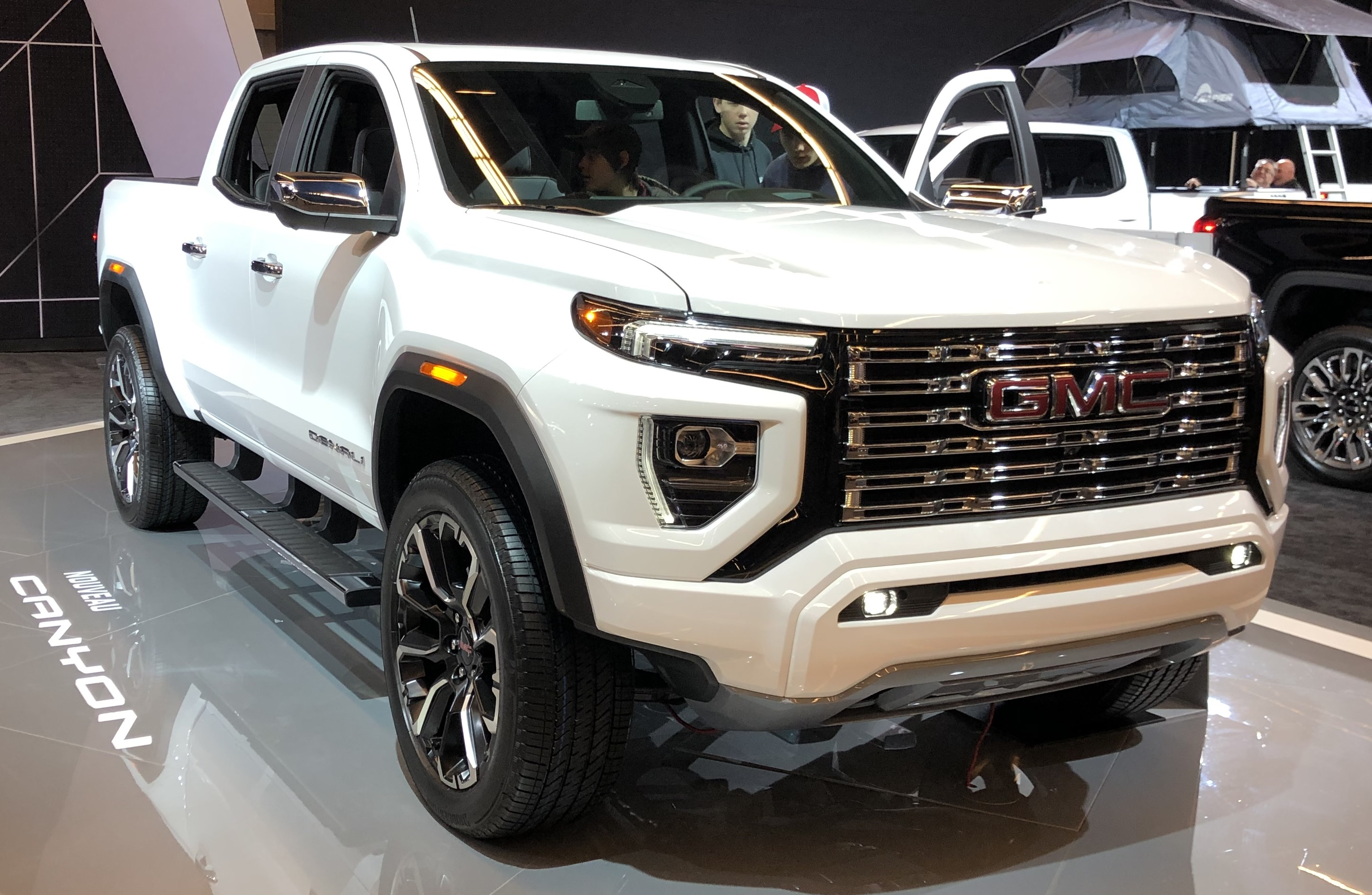
2023 Canyon Denali
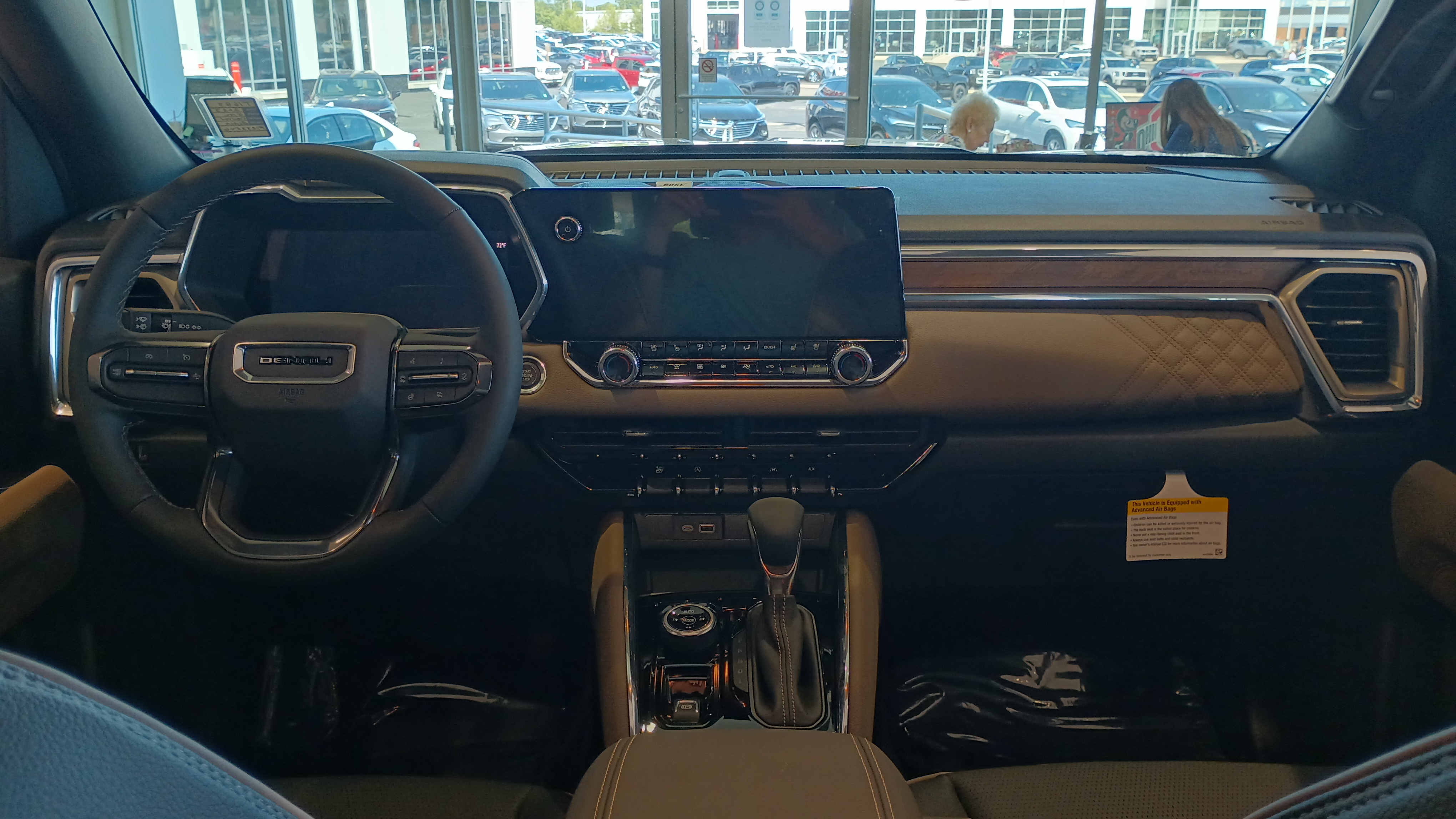
Интерьер (Canyon Denali)

## Продажи
| Календарный год | Colorado | Canyon | Общие продажи в США |
| --------------- | -------- | ------ | ------------------- |
| 2004            | 117,475  | 27,193 | 144,668             |
| 2005            | 128,359  | 34,845 | 163,204             |
| 2006            | 93,876   | 23,979 | 117,855             |
| 2007            | 75,716   | 20,888 | 96,604              |
| 2008            | 54,346   | 14,974 | 69,320              |
| 2009            | 32,413   | 10,107 | 42,520              |
| 2010            | 24,642   | 7,992  | 32,634              |
| 2011            | 31,026   | 9,590  | 40,616              |
| 2012            | 36,840   | 31,026 | 67,866              |